# Hešbon
Hešbon, tudi Hesebon, Esebon, Esbous in Esebus (arabsko حشبون, Hešbon, ‎hebrejsko  חשבון‎, Hešbon, latinsko  Esebus) je bil starodavno mesto vzhodno od reke Jordan v sedanjem Jordanskem kraljestvu. Zgodovinsko je spadalo na ozemlje Amona in starega Izraela. Mesto je zdaj v ruševinah, vendar je obdržalo svoje staro ime Tell Ḥesbān. Njegovi ostanki so kakšnih 10 km severno od Madabe. 

## Omembe v Svetem Pismu
Starodavni Hešbon je stal »onkraj«, se pravi vzhodno od reke Jordan. Mesto so po prihodu v Obljubljeno deželo osvojili Izraelci in ga dodelili Rubenovemu plemenu. Kasneje je bilo dano Gadovemu plemenu in postalo levitsko mesto Merarijevih sinov.
Hešbon je v Hebrejski Bibliji  omenjen v Četrti in Peti Mojzesovi knjigi kot prestolnica amorejskega kralja Sihona (ali Sehona) in kot tak dosegel svoj višek:
Hešbon je bil mesto Sihona, kralja Amorejcev, ki se je vojskoval proti bivšemu kralju Moaba in zavzel vse njegovo ozemlje do Arnona.
Podoben odlomek je tudi v Jozuetovi knjigi. V obeh odlomkih je poudarjena predvsem zmaga Izraelcev nad kraljem Sihonom v Hešbonu. Mojzes je kmalu po zmagi po pogledu na obljubljeno deželo z vrha gore Nebo umrl. Po njegovi smrti je Hešbon postal mesto na meji med Rubenovim in Gadovim plemenom. Izaija in Jeremija v svojih grožnjah  Moabu pišeta, da je Hešbon kasneje prišel pod oblast Moabitov. 
Hešbon se pojavlja tudi v Salomonovi pesmi, v kateri pesnik opeva svojo ljubezen do hešbonskih jezer, pri čemer je imel v mislih velike hešbonske ribnike.

## Omembe v zgodovinskih virih
Jožef Flavij zelo pogosto omenja Hešbon kot Esbonitis ali Sebonitis.Po Jožefu je bil Hešbon v posesti Judejcev, dokler ga ni osvojil Janeus Makabejec (106–79 pr. n. št.) in ga pretvoril v  izraelsko mesto. Za Heroda Velikega pravi, da je imel v mestu sodno oblast in tam sezidal trdnjavo.
Po velikem uporu Judov leta 68-70 n. št. je Judejo  napadlo pleme, ki ga Plinij imenuje Arabes Esbonitae, se pravi Arabci iz (H)esebona. Po obnovitvi se Hešbon kot Esboús ali Esboúta omenja na seznamu mest v rimski povinci  Arabia Petraea.
Evzebij v svojem Onomastikonu piše, da je pod bizantinsko oblastjo Hešbon zrasel v pomembno mesto v provinci Arabiji. Jurij s Cipra v 7. stoletju omenja, da so se miljniki na rimski cesti v Jeriho šteli od Hesebona. 
Na začetku arabske vladavine je bih Hešebon še vedno glavno mesto pokrajine Belka, ki se je ujemala z ozemljem starega Sihonskega kraljestva. Zgleda, da ga  križarji niso nikoli osvojili.
Za Hešbon velja prepričanje, da leži pod ruševinami, imenovanimi Hesbân ali Hisban, kakšnih 20 km jugozahodno od Amana in 9 km severno od Mâdaba na enem od najvišjih vrhov moabskih gora. Vzhodno od mesta je velik porušen vodni zbiralnik, pod mestom pa vodnjak. V 4. stoletju pr. n. št. se je po vrnitvi Judov iz babilonskega ujetništva mesto močno razširilo proti vzhodu. V 3. stoletju pr. n. št. je omenjeno na Rehobovem mozaiku.

## Arheološka izkopavanja
Arheološka izkopavanja na najdišču Tell Hesban (ali Tall Hisban) so se začela leta 1968. Izkopavanja pod vodstvom American Schools of Oriental Research (ASOR)  je sponzorirala  Andrews University. Izkopavanja so se nadaljevala leta 1976. Pomanjkanje dokazov o naselitvi v bronasti dobi so arheologi imeli za dokaz, da mesto ni Sihonov Hešbon. Najdbe iz klasičnega obdobja so potrdile mesto Esbus v rimskem obdobju. Delo arheologov se je nadaljevalo leta 1996 pod pokroviteljstvom konzorcija  Madaba Plains Project.  Izkopavanja še trajajo, predvsem zato, da bi spodbudila arheološki turizem.
Arheologi so med ruševinami odkrili dve cerkvi iz bizantinskega obdobja. V obeh so ostanki čudovitih talnih mozaikov. Zlasti zanimiv je mozaik v prezbiteriju severne cerkve z motivi iz doline Nila. Na njem je upodobljena grlica v gnezdu iz fantazijskega cvetja.

## Cerkvena zgodovina
Hasebon je bil naslovni sedež cerkvene province Arabija, sufragan Bosre. 
Krščanstvo se je v mestu uveljavilo že v zgodnjem obdobju. Michel Le Quien (Oriens christianus II, 863-64) in Pij Bonifacij Gams (Series Episcoporum, 435) omenjata tri škofe iz obdobja od 4. do 7. stoletja:
- Genadija, ki je prisostvoval na Prvem nicejskem koncilu (Heinrich Gelzer, Patrum Nicaen. Nomina, p. lxi)
- Zosija,  katerega ime je na kalcedonskem seznamu
- Teodorja, zmagovalca pravoslavja nad monotelizmom. Škof je okoli leta 649 prejel pismo papeža Martina I. s čestitkami za njegovo upiranje hereziji in spodbudami,  da v sodelovanju z Ivanom Filadelfijskim nadaljuje borbo proti hereziji. Papež mu je kasneje zaupal vodenje antioškega in jeruzalemskega patriarhata.

Konrad Eubel (Hierarchia Catholica, II, 168) omenja še dva latinska hesebonska naslovna škofa iz druge polovice 15. stoletja.